# 拉斯托爾托拉斯山
拉斯托爾托拉斯山（西班牙語：Cerro Las Tórtolas），是南美洲的山峰，位於阿根廷的聖胡安省和智利的科金博大區之間接壤的邊境，屬於安第斯山脈的一部分，海拔高度2,024米。
29°56′S 69°54′W / 29.933°S 69.900°W